# 波拉
波拉（義大利語：Polla），是意大利萨莱诺省的一个市镇。总面积47.06平方公里，人口5310人，人口密度112.8人/平方公里（2009年）。ISTAT代码为065097。